# NGC 4989
NGC 4989 é uma galáxia lenticular (S0) localizada na direcção da constelação de Virgo. Possui uma declinação de -05° 23' 47" e uma ascensão recta de 13 horas, 09 minutos e 16,0 segundos.
A galáxia NGC 4989 foi descoberta em 17 de Abril de 1784 por William Herschel.